# Heteropogon willistoni
Heteropogon willistoni är en tvåvingeart som beskrevs av Martin 1962. Heteropogon willistoni ingår i släktet Heteropogon och familjen rovflugor. Inga underarter finns listade i Catalogue of Life.